# صعبان
صعبان (به عربی: صعبان) یک منطقهٔ مسکونی در عربستان سعودی است که در استان عسیر واقع شده‌است. صعبان ۲٬۰۰۰ نفر جمعیت دارد و ۴۷۰ متر بالاتر از سطح دریا واقع شده‌است.